# Alejandro Carrillo Marcor
Alejandro Carrillo Marcor (Hermosillo, Sonora, 15 de marzo de 1908 – Ciudad de México, 1998) fue político y escritor sonorense. También fue gobernador de Sonora de 1975 a 1979, como suplente de Carlos Armando Biebrich Torres.

## Infancia y adolescencia
Alejandro Carrillo Marcor nació en la ciudad de Hermosillo el 15 de marzo de 1908, hijo de Alejandro Carrillo Peralta y María Luisa Marcor, prima hermana de Adolfo de la Huerta. El matrimonio tuvo además a Enrique, Héctor y María Luisa, siendo Alejandro el primogénito. Ingresó a la escuela privada de “Las Paulitas” en 1913.Años más tarde, cuando su padre contrajo tifoidea, su madre resolvió cambiarlos al Colegio de Sonora, institución pública, como medida ahorrativa para que él y su hermano continuaran sus estudios. Después de concluir la educación primaria y al no haber escuelas secundarias en Hermosillo, su padre lo inscribió en la Escuela de Comercial del maestro Heriberto Aja en la que estudió por un periodo de dos años, para después, recomendado por su maestro, trabajar como secretario taquígrafo del director del Banco de Sonora, puesto en el que se desempeñó durante un año y medio.Tomó clases de piano con el maestro Ernesto González Jiménez, con quien se mudó tiempo después a la ciudad de Los Ángeles, California, donde continuó su educación en la Polythechnic High School durante un semestre, ya que después de que su padre fuera designado Cónsul General de México en Japón, regresó a Hermosillo.

## Vida en el extranjero
En 1923 la familia Carrillo Marcor migró a Japón, asentándose en la ciudad de Yokohama, que era la sede del consulado mexicano en ese país.Tiempo después se mudaron a Londres, donde el padre sustituyó al Cónsul Alberto Mascareñas, y donde Alejandro cursó estudios de contabilidad en la Pitman's School, radicando su residencia en el barrio de Chiswick.Después de la orden del gobierno inglés para que abandonaran el país, los Carrillo Marcor iniciaron su viaje de regreso a México, con escalas en París, España y Cuba, viaje que Alejandro señala placentero. Ya en la Ciudad de México, su padre fue nombrado Cónsul General en la ciudad de San Antonio, Texas, por lo que la familia migró hacia Estados Unidos, donde Alejandro continuó sus estudios de contabilidad en el Draughon's Business College, donde se tituló a finales de 1926. Después de ganar un concurso de oratoria en 1927, ingresó al San Antonio Junior College para seguir con sus estudios de bachillerato, a la par que continuaba con sus estudios de piano. En 1928 mudó su residencia a la ciudad de Nueva Orleans, donde su padre fue designado Cónsul y Agente de Compras. En la Universidad de Tulane continuó con su segundo año de bachillerato. Es aquí donde forma parte de la creación del Centro de Estudios Latinoamericanos y de la Revista Nueva Patria, fundada el 1 de febrero de 1929.

## Regreso a México e incursión en la política
El 23 de mayo de 1929 regresó a la Ciudad de México, y el primero de febrero de 1930 fue nombrado profesor titular de inglés de la Escuela Nacional Preparatoria, donde también organizó y fue parte de distintos eventos y programas que apoyaban a los trabajadores. Al mismo tiempo cursó la carrera de abogado, la cual se propuso terminar en tres años en lugar de los cinco que duraba. En 1932 se casó con Áurea Castro Valle, quien trabajaba en la Oficina de Reclamaciones de la Secretaría de Relaciones Exteriores.
Alejandro Carrillo Marcor participaba en movimientos y organizaciones con un marcado acento en el activismo social, defendiendo las causas obreras, lo que le llevó a estrechar lazos con el presidente Lázaro Cárdenas. También se volvió brazo derecho del líder sindical Vicente Lombardo Toledano, lo que le creó enemigos en muchas partes, pues Lombardo Toledano estaba etiquetado por muchos como un agitador comunista.
El 12 de julio de 1958 fue invitado por Lázaro Cárdenas para que lo acompañara en un viaje alrededor del mundo, como respuesta a las invitaciones que había recibido el expresidente de visitar los países en los que México tenía representantes.Algunos de los países visitados fueron Francia, Italia, Alemania, la Unión Soviética y China, entre otros.
El presidente Adolfo López Mateos lo nombra embajador de México en la República Árabe Unida, y en 1960 Carrillo Marcor y su familia emigran a Egipto, donde también se ve inmerso en distintas funciones diplomáticas en varios países africanos. Ya de regreso en México fue senador por el Estado de Sonora en 1970.

## Gobernador de Sonora y últimas funciones públicas
En octubre de 1975 fue designado por el entonces presidente Luis Echeverría Álvarez como gobernador sustituto del estado de Sonora, reemplazando a Carlos Armando Biebrich Torres, quien había presentado su renuncia ante los Diputados del Congreso del Estado de Sonora. Carrillo Marcor desempeñó el cargo hasta 1979, siendo el sucesor su secretario de Gobierno, Samuel Ocaña García.
Después de su mandato regresó a su labor de docente en la Escuela Superior de Guerra. Siguió desempeñando distintos cargos públicos y dirigió la revista Línea, del Partido Revolucionario Institucional.
En 1980 publicó sus memorias en Apuntes y Testimonios, una autobiografía que incluye los sucesos aquí mencionados. Murió en la Ciudad de México en el año de 1998.